# Movimiento de Liberación Nacional-Tupamaros
El Movimiento de Liberación Nacional-Tupamaros (MLN-T), comúnmente acortado como Tupamaros, es un movimiento politico armado de Uruguay que adquirió notoriedad por devenir en una guerrilla urbana de extrema izquierda durante los años 1960 y principios de los 70 (véase: Acciones de los tupamaros). Desde 1989 se integró a la coalición política Frente Amplio y formó, junto con otras agrupaciones políticas y dirigentes independientes, el Movimiento de Participación Popular (MPP).
El nombre "Tupamaros" parece derivarse del mote despreciativo que las autoridades policiales españolas de la época colonial en el Río de la Plata endilgaban quienes se habían adherido al movimiento independentista de 1811. Igualmente presente en las novelas de Eduardo Acevedo Díaz, escritor realista de finales del siglo XIX, la palabra tenía su origen en la sublevación indígena que había ocurrido en el Virreinato del Perú en 1780, encabezada por el líder indígena José Gabriel Condorcanqui, Túpac Amaru II, y que fue reprimida con dureza por los españoles.

## Historia

### Surgimiento en los años 1960

Logo característico del MLN-Tupamaros.

El movimiento surgió en la primera mitad de los años 1960, a partir de la vinculación de varios grupos dispersos de la izquierda política uruguaya, más el aporte de varios militantes individuales. A pesar de la diversidad ideológica de los primeros tiempos —incluía integrantes del Partido Socialista, maoístas y algunos anarquistas— terminó predominando entre ellos una visión marxista de la realidad histórica, aunque en absoluto ortodoxa.[cita requerida] Según el dirigente de la organización Raúl Sendic Antonaccio y Eleuterio Fernández Huidobro, el nacimiento de los tupamaros tuvo lugar formalmente en 1965. No obstante esto, en 1963 ya habían realizado un asalto al Tiro Suizo y otro al Banco de Cobranzas (en el cual fueron apresados Julio Marenales y Jorge Manera).
Organizado como respuesta a una serie de incidentes entre grupos de izquierda y de ultraderecha a principios de los años 1960, el movimiento tupamaro tuvo, como otros de su tiempo en varios países de América Latina, una identificación con la Revolución Cubana de 1959, que influyó en su camino ideológico y en sus acciones posteriores. Se organizó entonces como un grupo guerrillero, en un principio sin vinculación con ningún partido político existente.
En noviembre de 1964 aparece por primera vez este nombre vinculado al movimiento político uruguayo, en un volante distribuido en una Convención Universitaria donde se leía: "T N T Tupamaros no transamos". Un año después, aparecía por primera vez atribuyéndose una manifestación: 

La rúbrica "Tupamaros" se estampa por vez primera el 9 de agosto de 1965, en el volante que acompañaba una poderosa bomba que vuela los depósitos de la compañía alemana Bayer. «Mueran los yanquis asesinos de Vietnam... La Bayer, empresa nazi, ayuda con gases a la intervención de los gringos. Fuera los gringos liberticidas. ¡Viva el Vietcong! ¡Viva la revolución! TUPAMAROS». La misma firma aparece en los panfletos que acompañan a una bomba que explota en la embajada de Brasil".

### Primeros pasos de los Tupamaros
Según narraron después sus fundadores, en los primeros tiempos las acciones del MLN-T eran de aprovisionamiento de armas y de fondos para una lucha de mayores proporciones. Si bien la opinión pública de la época quedó hondamente impactada (a favor o en contra) ante la aparición de la lucha política armada en el Uruguay, cabe señalar que después de la derrota de la última sublevación de Aparicio Saravia, en 1904, tuvieron lugar dos golpes de Estado; en 1933 ejecutado por el entonces presidente Gabriel Terra, y en 1942 por Alfredo Baldomir. 
Desde 1966 se vislumbró un movimiento muy activo. El año empezó con algunos asaltos y robo de armas. En particular, trascendió el robo de 63 rifles y un conjunto de escopetas, revólveres, pistolas y uniformes policiales, el mismo día de las elecciones presidenciales de 1966. El acto se atribuyó rápidamente a los Tupamaros, quienes ya habían asaltado bancos disfrazados como policías. En diciembre de 1966 asaltan un local de FUNSA, y en la refriega muere un guerrillero. Pronto caería la dirección de la organización guerrillera, desarticulándose de momento el movimiento.
Tras ser prácticamente desbaratado por la policía en 1966, el MLN-T se recuperó, comenzando una serie de acciones que combinaban el acopio de fondos y materiales para la organización y la propaganda política.
Las autoridades de aquella época prohibieron a la prensa dar noticias sobre las acciones tupamaras o mencionar su existencia. Los innombrables, como alguna prensa los denominó, comenzaron a ser conocidos fuera de Uruguay cuando se dio publicidad a algunas acciones, como la publicación de información financiera relacionada con el manejo de dinero por ciertas empresas o particulares muy conocidos o —una de las más famosas— la incautación de un camión cargado de víveres de una conocida empresa almacenera de entonces, dejado en manos de los habitantes de una zona marginal de Montevideo.
Estas acciones dieron al MLN-T un prestigio fuera de fronteras que en algunos casos constituyó una leyenda con visos románticos, la revista estadounidense The New York Times les adjudicó –en 1969– ser los “Robin Hood de la guerrilla”.
Por su parte, dentro del país el MLN-T despertó fuertes resistencias. En primer lugar y como era lógico, del sistema político tradicional, por entonces muy deteriorado por la crisis económica desatada desde 1955. Los políticos blancos y colorados condenaron la lucha armada, por más que algunos de ellos, como luego se comprobó, habían mantenido contacto secreto con los Tupamaros.[cita requerida] En los primeros años, los Tupamaros manifestaban su intención de apostar a la vía armada:

«Descartamos la posibilidad de un tránsito pacífico hacia el poder, en nuestro país. La lucha armada será la principal forma de lucha de nuestro pueblo, y a ella deberán supeditarse las demás. La organización aspira a ser la vanguardia organizada de las clases explotadas en su lucha contra el régimen».

De esa época son los primeros documentos del MLN-T (Documento 1 y Documento 2), en los que se puede acceder a los alineamientos ideológicos del nuevo movimiento.

### 1968-1972: reactivación de la lucha armada

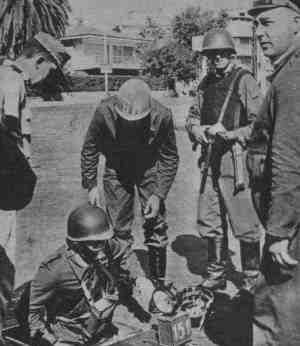
Operativo policial de búsqueda de integrantes del MLN-Tupamaros en la red cloacal de Montevideo.

El 6 de diciembre de 1967 fallece el presidente Gestido y asume el vicepresidente Jorge Pacheco Areco. En junio de 1968, Pacheco, tratando de reprimir una serie de protestas laborales, declaró estado de emergencia y revocó todas las garantías constitucionales. El gobierno encarceló a disidentes políticos, utilizó tortura durante los interrogatorios y reprimió brutalmente manifestaciones. Estas acciones por parte del gobierno fueron decisivas en la decisión de los tupamaros de recurrir a la lucha política armada y a la violencia política. Así, en 1968 tuvieron lugar un ataque y voladura a la emisora de radio Ariel, el primero de los dos secuestros del presidente de UTE, Ulysses Pereira Reverbel y un asalto al Hotel Casino Carrasco, con robo de varios millones de pesos para continuar financiando la lucha armada.
La izquierda parlamentaria, sobre todo el Partido Comunista del Uruguay, desautorizó en un principio a los tupamaros, sin embargo dentro de sus filas permitió que existieran miembros buscados por la ley e incluso cobijó a los legisladores que apoyaban económicamente las acciones de propaganda armada. No se sabe a ciencia cierta cuántos miembros activos tuvo el movimiento durante el período previo a la dictadura militar. Las fuentes históricas manejan cifras dispares, que van entre las 3000 (miembros activos) y las 10 000 personas (colaboradores y simpatizantes).
Durante 1969 asaltaron la financiera Monty, el Casino San Rafael de Punta del Este (donde se alzaron con un botín de 70 millones de pesos) y tres sucursales bancarias. También irrumpieron en Radio Sarandí, en plena emisión deportiva donde el legendario Carlos Solé relataba un partido entre Nacional y Estudiantes de la Plata, y emitieron un comunicado. En junio, con ocasión de la visita del diplomático estadounidense Nelson Rockefeller, el MLN-T incendia las oficinas de la General Motors. En septiembre secuestra al banquero Gaetano Pellegrini Giampietro, liberado 72 días más tarde mediante el pago de un rescate. Y el 8 de octubre tuvo lugar la toma de Pando por el MLN-T; murieron tres guerrilleros (Ricardo Zabalza, Jorge Salerno y Alfredo Cultelli), un policía (Enrique Fernández Díaz) y un civil (Carlos Burgueño).
Hacia 1970 la lucha armada adquirió mayores proporciones, con lo cual muchas veces la policía se vio desbordada. Por entonces, el MLN-T llevó a cabo algunas de sus acciones más conocidas, como el secuestro y posterior asesinato en agosto de 1970 del funcionario estadounidense Dan Mitrione, enviado como asesor para instruir a la policía y a los militares en un uso más racional y eficaz de la tortura, en el marco de la United States Agency for International Development. Este hecho histórico es la base del guion cinematográfico de la película de Costa-Gavras État de Siège (Estado de sitio en su versión española). También continuaban los atentados contra objetivos civiles como el del bowling de Carrasco en septiembre.
Otros eventos destacados fueron la masiva fuga de mujeres del movimiento en la llamada Operación Estrella, en la cual 38 presas escaparon de la Cárcel de Cabildo, y la fuga del Penal de Punta Carretas en 1971, una de las mayores fugas carcelarias de la historia, en la que escaparon más de cien hombres detenidos.
De esta época son otros Documentos Políticos destacados, el 3, 4 y 5. Por esta época el MLN-T edita en forma clandestina su publicación "Mate amargo" desde donde da a conocer su visión política de la realidad uruguaya.
Partiendo de la premisa de ser un movimiento político en armas, desde la Columna 70 y por intermedio de allegados al movimiento (como el sindicalista bancario Kimal Amir, el dirigente portuario Rubén Sassano, el poeta y escritor Mario Benedetti  y el abogado Washington Rodríguez Belletti) se conformó un "brazo político" para las elecciones presidenciales de noviembre de 1971, el Movimiento de Independientes 26 de Marzo, que formaba parte de la naciente coalición de izquierdas Frente Amplio (fundada en febrero de 1971). Desde dicho espacio se publicó el periódico La Idea y la revista Cuestión.
En unas elecciones acusadas de fraudulentas por el Partido Nacional que recibiría el 40,1% de los sufragios, el Frente Amplio obtendría el tercer lugar con el 18,6%, saliendo triunfante el Partido Colorado con el 40,3%, debido a los intentos reeleccionistas del presidente Jorge Pacheco Areco. A partir de ello, el MLN-T abandonó unilateralmente la tregua que había ofrecido al gobierno, y que venía cumpliendo desde hacía varios meses; actitud que quedó de manifiesto en la proclama de Paysandú (31/12/1971) y las posteriores acciones del movimiento -como la "toma" de la ciudad de Soca-.
Con la asunción en 1972 del presidente electo, Juan María Bordaberry, y el encargo a las Fuerzas Armadas de derrotar a la guerrilla —la cual, en el léxico político de la época, era invariablemente llamada sedición— llevó a sangrientos choques.
Fue tal el celo del MLN-T por ocultar sus escondites, que en un episodio en diciembre de 1971 ejecutaron al peón rural Pascasio Báez, debido a que casualmente dio con un refugio de armas de la organización. Uno de los días más sangrientos fue el 14 de abril de 1972, cuando la Columna 15 del MLN-T realizó cuatro operativos contra miembros de los "Escuadrones de la Muerte", grupo paramilitar de ultraderecha, que culminaron con la muerte de Armando Acosta y Lara, así como del subcomisario Oscar Delega, el agente Carlos Leites y el capitán de Corbeta, Ernesto Motto. En el operativo murieron los guerrilleros Nicolás Gropp y Norma Pagliano.[cita requerida]
La tarde de ese día las fuerzas del orden lanzaron una cruda represión contra el MLN-T, en represalia por los hechos, que culminó con la muerte de varios militantes. Esa tarde fueron asesinados, en su casa, el periodista Luis Martirena y su esposa Ivette Jiménez, y arrestados Eleuterio Fernández Huidobro y David Cámpora; y en otro procedimiento en la calle Pilcomayo 4396 fueron ejecutados Jorge Candán Grajales, Armando Blanco, Gabriel Schroeder y Horacio Rovira, hijo de los dueños de casa Filomena Grieco y Carlos Rovira, quienes fueron detenidos. Los operativos fueron dirigidos por Hugo Campos Hermida y el inspector Víctor Castiglioni.
El 27 de mayo de 1972, tras intensos esfuerzos por parte de las fuerzas de seguridad, se descubrió la "Cárcel del Pueblo". Estaba localizada en el barrio Parque Rodó, en una casa en la calle Juan Paullier 1192; en la misma estuvieron secuestrados Ulysses Pereira Reverbel, Carlos Frick Davie, el embajador británico Geoffrey Jackson y varias personas más.
Al mismo tiempo, caía en manos de los militares la plana mayor de la organización, con la cual habían mantenido una serie de contactos políticos a fin de discutir las bases de un proyecto político de cambios económicos y sociales. Algunas ideas comunes entre uno y otro bando, aunque muy deslucidas, alentaron tales conversaciones, las cuales se vieron interrumpidas en forma abrupta muy poco tiempo después.
El MLN-T fue derrotado militarmente, siendo su aparato armado vencido y desarticulado. Seguros de su triunfo militar, los comandantes de las Fuerzas Armadas de aquel entonces manifestaron el propósito de "seguir combatiendo la sedición" y actuaron contra el resto de la izquierda política y los sindicatos. El presidente Bordaberry, sin apoyo político aún dentro de su partido, el Partido Colorado, se plegó a los requerimientos de las FF.AA., que poco después actuarían contra el sistema político parlamentario, dando el Golpe de Estado del 27 de junio de 1973, que disolvió el parlamento, prohibió los partidos políticos y declaró ilegales las organizaciones sindicales y estudiantiles.

### De 1973 a 1985: cárcel y exilio
Los militares retuvieron a los dirigentes tupamaros Raúl Sendic, Eleuterio Fernández Huidobro, Mauricio Rosencof, José Mujica, Adolfo Wasem, Julio Marenales, Henry Engler, Jorge Manera y Jorge Zabalza en calidad de rehenes y como trofeo de guerra, durante el tiempo que duró la dictadura militar, es decir, hasta 1985. Los dirigentes tupamaros fueron derrotados y encarcelados en su casi totalidad.
Otros tupamaros se exiliaron en Francia, Suecia y otros países. En el exilio, los tupamaros se mantuvieron expectantes y no desencadenaron acciones posteriores en territorio uruguayo, aunque sí participaron en las diversas campañas de denuncia contra los militares.

### Después de 1985: abandono de las armas e ingreso a la arena electoral
En 1985, con el retorno de la democracia parlamentaria en el Uruguay y, con ella, la liberación de los presos políticos, los tupamaros se convirtieron en una incógnita para el sistema político, ya que no se sabía a ciencia cierta qué postura iban a adoptar. Esta intriga fue despejada poco tiempo después, cuando Raúl Sendic, en un acto público, afirmó que el MLN-T iba a optar por el marco político legal, proponiendo una lucha ideológica y la integración formal en el Frente Amplio.

No estábamos solos, sino que un gran sector popular nos dio aliento en aquella década del 60 tan convulsionada... La iniciativa nuestra de dar un paso adelante en las luchas sociales fue después de tipo militar, desde el momento en que los militares atacaron las manifestaciones populares con gran saldo de muertos y después invadieron todas las instituciones (...) Seguimos (1988) sin embargo, con nuestra propuesta política adelante, sabiendo que no somos dueños de la verdad. No nos consideramos vanguardia de nada, sino uno de los elementos que contribuirán a llevar adelante la lucha del pueblo uruguayo. [NR: hablando de la guerrilla]...tenemos que contemplar la mentalidad de un pueblo (...) que conserva una serie de tradiciones pacíficas y que nosotros tratamos de contemplar en nuestra etapa anterior, cuando hacíamos aquella famosa guerrilla de guante blanco, buscando la menor violencia posible.
Barreiro, Jorge. "Mantener la antorcha encendida" (entrevista a Raúl Sendic), Cuadernos de Marcha, Montevideo, año III, número 29, marzo de 1988.

## Actualidad

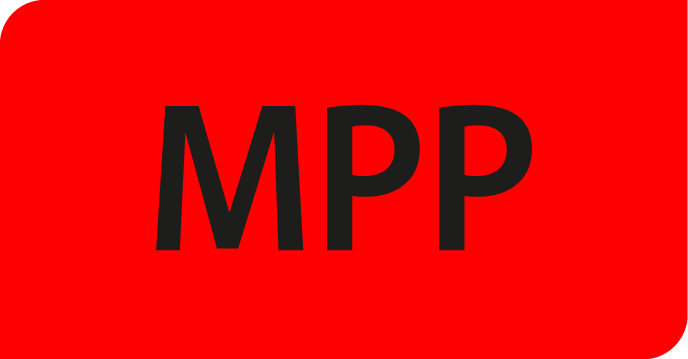
Desde 1989 el MLN-T se integró al Frente Amplio, para luego formar parte del Movimiento de Participación Popular (MPP).

Al igual que ocurriera con otros grupos guerrilleros de la región, en las últimas décadas el MLN-T ha transitado por vía política. En 1989, año de la muerte de Raúl Sendic, fueron admitidos (aunque no por unanimidad) en el Frente Amplio, y poco después formarán, dentro de este, una coalición con otros grupos, conocida como Movimiento de Participación Popular, y luego como Espacio 609 en alusión al número de lista con que en el sistema electoral uruguayo se identifica a los diversos sectores que en él participan.
En 2004, y tras varios años de progresos electorales, el Espacio 609 se transformó en el sector más votado dentro del Frente Amplio, la coalición gobernante. A partir de la elección presidencial de 2004, varios de los miembros del movimiento pasan a ocupar puestos de relevancia en el gobierno uruguayo. Es el caso, por ejemplo, de la maestra Nora Castro, presidente de la Cámara de Diputados durante el período 2005-2006, y de José Mujica, Ministro de Ganadería, Agricultura y Pesca entre 2005 y 2008; más otros ministros como Eduardo Bonomi y Julio Baraibar en Trabajo.

### Acceso a la Presidencia de la República

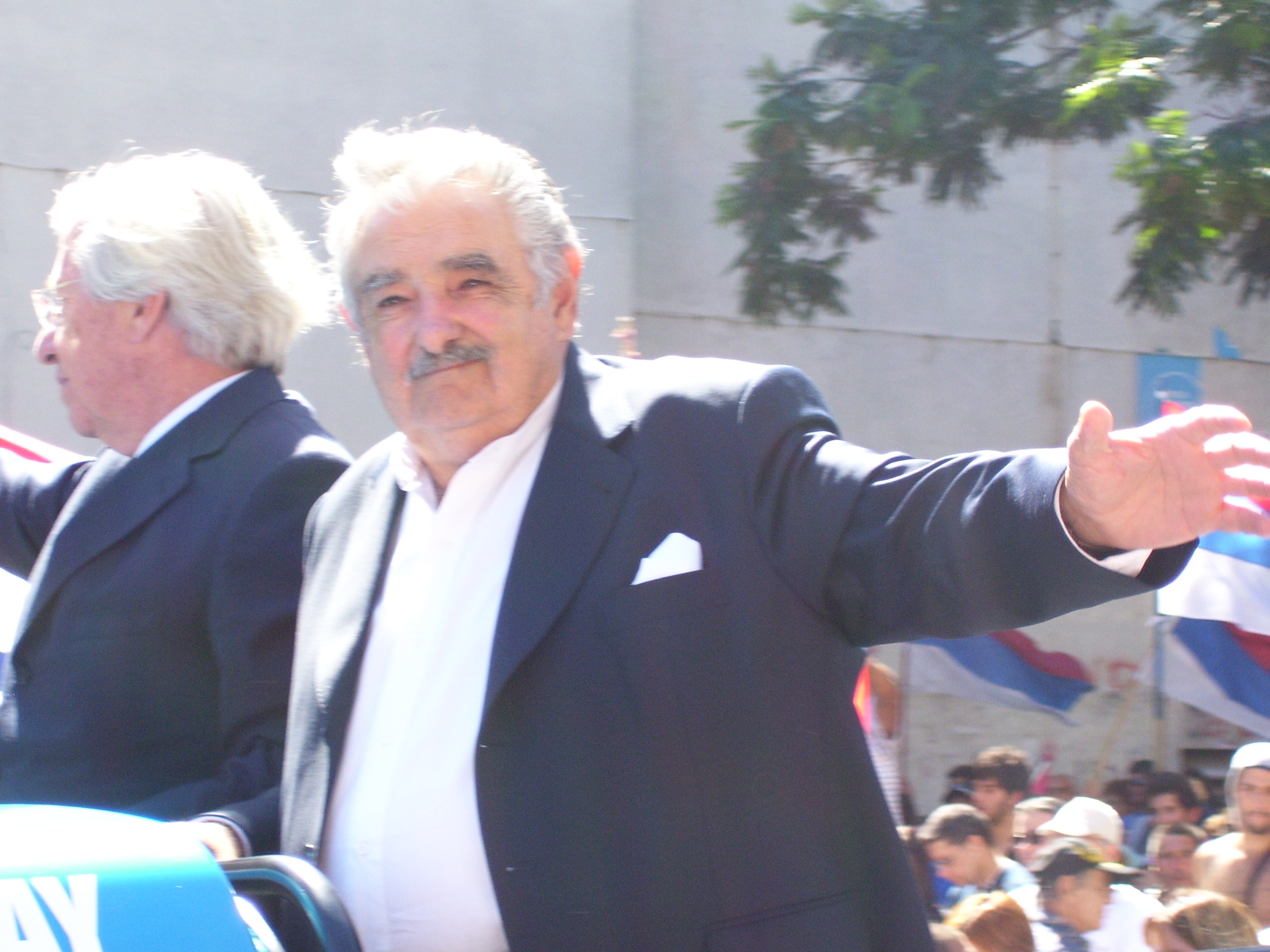
Asunción de José Mujica

El 14 de diciembre de 2008, José Mujica fue proclamado candidato oficial del Congreso del Frente Amplio a las elecciones internas de octubre, y resultó electo candidato presidencial para las elecciones de octubre. En ocasión de las internas, dos listas con inspiración tupamara tuvieron manifestación electoral: la ya habitual lista 609, y además la novel CAP-L con su lista 7373. Ambas obtuvieron votación significativa, lo cual auguraba expresiones electorales variadas de los otrora guerrilleros urbanos.
En las elecciones del 29 de noviembre de 2009, el ex-dirigente tupamaro José Mujica resultó electo Presidente de la República Oriental del Uruguay, ganando con un 52.39% de los votos. El 1 de marzo de 2010, Mujica asumió la presidencia de Uruguay.

### Reaparición del debate sobre el fin de la guerrilla
En mayo de 2013, tras décadas de desconocerse su paradero, reaparece en escena la figura de Amodio Pérez, con amplia cobertura de prensa. Muchos excompañeros lo acusan de traición y de haber sido uno de los responsables de la derrota militar del MLN, mientras que él afirma que se le utilizó como cabeza de turco para justificarla.

## Operativos
Las acciones de la guerrilla tupamara estuvieron firmadas por distintos operativos. Muchas veces, su impacto y sus consecuencias marcaron puntos de inflexión en la historia del movimiento. Estas acciones variaron en su método y finalidad, pudiendo destacarse operativos de sabotaje, asesinato selectivo a los que consideraban "integrantes de las fuerzas represivas del régimen", ataques dinamiteros, secuestro y reclusión en la "Cárcel del pueblo" de los que consideraban "personajes y hombres claves del régimen, esbirros de la represión y representantes extranjeros", pertrechamiento, ocupación de domicilios de "miembros de la represión, del gobierno, de la oligarquía, de los extranjeros imperialistas, entre otros", y operativos de propaganda utilizando volantes, audiciones radiales o interferencias en radios y audio de televisoras.

### Influencia en otros países
La prensa europea brindó amplia difusión a los operativos guerrilleros tupamaros. Asimismo, su ejemplo fue imitado en otras latitudes. A modo de ejemplo, cabe mencionar: Fracción del Ejército Rojo (desde 1968, liderada por Andreas Baader y Ulrike Meinhof), Movimiento 2 de Junio (desde 1967, dirigidos por Fritz Teufel), Tupamaros Múnich y Tupamaros Berlín Occidental, los cuatro en Alemania Occidental.
También tuvo influencia regional. Existió en Venezuela un grupo guerrillero llamado MRT (Movimiento Revolucionario de los Trabajadores),que cambió su nombre luego de una manipulación mediática de la prensa venezolana, que confundió sus siglas y los relacionó con el MLN-T. Posteriormente, este movimiento pasó a llamarse Tupamaro, siendo el nuevo nombre el acrónimo de Tendencias Unificadas Para Alcanzar el Movimiento de Acción Revolucionaria Organizada.
Algunos autores sostienen vínculos entre integrantes del movimiento Tupamaro y ETA a lo largo de los años de acción de la guerrilla, con relaciones que trascendieron a motivos económicos como búsqueda de financiamiento para lograr articular un despliegue más efectivo.

## Principales guerrilleros tupamaros

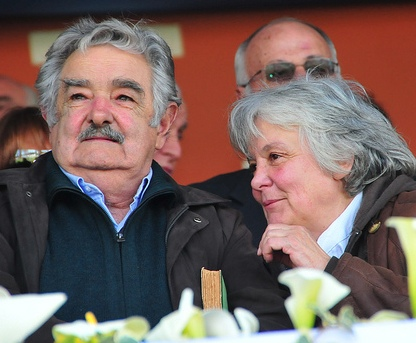
José Mujica, presidente de Uruguay entre 2010 y 2015, y su esposa Lucía Topolansky, fueron algunos de los principales guerrilleros tupamaros.

Algunos de los guerrilleros más identificados con el Movimiento de Liberación Nacional-Tupamaros son:
- Raúl Sendic
- Eleuterio Fernández Huidobro
- Julio Marenales
- Jorge Zabalza
- José Mujica
- Mauricio Rosencof
- Adolfo Wassen
- Juan Fernando Zerboni
- Henry Engler
- Jorge Manera
- Héctor Amodio Pérez
- Sergio Lamanna
- Miguel Claudio Angelo
- Lucía Topolansky

## Filmografía
- Estado de sitio (État de siège), una película de Costa-Gavras inspirada en los tupamaros.
- "Raúl Sendic-Tupamaro", documental dirigido por Alejandro Figueroa. El documental cuenta la vida y obra de Raúl Sendic, cómo pasó a su clandestinidad, y también otros integrantes del MLN-Tupamaros cuentan sus experiencias y vida durante la época.
- "El círculo", dirigida por Aldo Garay y José Charlo y coproducida entre Argentina y Uruguay, transita la vida de Henry Engler, un guerrillero tupamaro, médico uruguayo que durante la dictadura de su país fue preso político durante 13 años y luego se exilió en Suecia.
- "Tupamaros", documental hecho en 1996 por los directores Heidi Specogna y Rainer Hoffmann de la televisión alemana. En el documental muestran entrevistas a integrantes del MLN-T por ejemplo las gemelas María y Lucía Topolansky, Eleuterio Fernández Huidobro, José Mujica, Graciela Jorge, Carlos Rivera Yic y otros.
- "Siete instantes", documental de Diana Cardozo, estrenado en agosto de 2010, sobre mujeres que fueron guerrilleras en Uruguay a principios de los años 1960.[47]
- La noche de 12 años estrenado en 2018, dirigida por Álvaro Brechner. La película está inspirada en los años de encierro y aislamiento que sufrieron tres figuras uruguayas: José "Pepe" Mujica, Mauricio Rosencof y Eleuterio Fernández Huidobro.
- "Repensando los orígenes del Movimiento Tupamaro", un documental de Manuel Martínez Ruesta y FIT-DG. (2021)[48]